# Vadaschovisjtja Sialets
Vadaschovisjtja Sialets (vitryska: Вадасховішча Сялец) är en reservoar i Belarus.   Den ligger i voblasten Brests voblast, i den västra delen av landet, 230 km sydväst om huvudstaden Minsk. Vadaschovisjtja Sialets ligger 148 meter över havet. Arean är 18,2 kvadratkilometer. Den sträcker sig 4,6 kilometer i nord-sydlig riktning, och 8,5 kilometer i öst-västlig riktning.